# صموئيل هيرش
صموئيل هيرش (بالألمانية: Samuel Hirsch)‏ هو حاخام أمريكي وألماني، ولد في 8 يونيو 1815 في Thalfang ‏ في ألمانيا، وتوفي في 14 مايو 1889 في شيكاغو في الولايات المتحدة.

## وصلات خارجية
- صموئيل هيرش على موقع الموسوعة البريطانية (الإنجليزية)